# Curt Hawkins e Zack Ryder
Curt Hawkins e Zack Ryder foi uma dupla (tag team) de wrestling profissional, mais conhecida pelo tempo que lutou na WWE, sob uma variedade de nomes.
Na New York Wrestling Connection, os dois lutaram como Brian Myers e Brett Matthews. Na WWE, eles foram quase que exclusivamente uma dupla. De 1° de maio de 2007 até 16 de dezembro de 2007, eles eram conhecidos como Major Brothers, sendo renomeados Curt Hawkins e Zack Ryder como associados a Edge em 21 de dezembro de 2007, no SmackDown.

## Carreira
Eles se "associaram" a Edge, namorado (kayfabe) da general manager do SmackDown, Vickie Guerrero e formaram o stable La Família.
Juntos já conquistaram três títulos diferentes de duplas, no qual se destaca o OVW Southern Tag Team Championship.
Eles ficaram no território de desenvolvimento da WWE, Ohio Valley Wrestling até 2007, quando se transferiram para a ECW, onde ficaram até maio do mesmo ano, transferindo-se então para o SmackDown.

### 2008
No The Great American Bash de 2008 eles ganharam o WWE Tag Team Championship numa 4-way match. E acabaram por perder em uma edição do SmackDown para Carlito e Primo Colón.

### 2009
No WWE Draft de 2009, Zack foi transferido para a ECW.Zack Ryder estreou uma nova gimmick e estilo lutando contra Finlay e Hornswoogle
 no WWE Superstars de 7 de maio, sendo derrotado com Hornswoggle ajudando Finlay. No dia 15 de Setembro de 2009 Zack Ryder venceu uma battle royal e se tornou #1 contender pelo ECW Championship. No dia 22 de Setembro teve sua luta contra Christian
pelo ECW Championship onde foi derrotado.
No dia 29/12 ele estava caminhando com sua namorada no backstage e encontrou Tommy Dreamer.Tommy falou várias coisas a Ryder e no final disse que queria uma luta apostando sua carreira, na luta Ryder ganhou e Tommy Dreamer se aposentou.
Recentemente ele se transfere para o Raw com mais outros do ECW.

### 2010
Em 2010, Zack Ryder recebeu uma chance de Sheamus pelo WWE Champion, acabou sendo derrotado rapidamente.

### 2011
Participou do Royal Rumble 2011, contudo foi eliminado rapidamente. A seguir, efectou alguns combates no WWE Superstars on WGN fazendo equipa com Primo Colón. CM Punk, via Twiiter disse que Zack está a ser mal aproveitado e devia ter mais chances.
Na edição do dia 14 de Março de 2011, Ryder apareceu num segmento com Snooki do Jersey Shore, mostrando-lhe os seus abdominais.

## No wrestling
- Movimentos de finalização
  - Double lifting DDT[8] – 2008
  - Heat Stroke[9] (NYWC) / Long Island Express[9] (DSW / OVW) (Combinação de Samoan Drop e Diving neckbreaker)
  - Combinação de STO e Russian legsweep[10]
- Movimentos secundários
  - Hip toss duplo, as vezes depois de um leapfrog transformado em um backbreaker[10]
  - Spear duplo[11] – 2008
- Temas de entrada
  - "What I Want" por Daughtry (DSW / OVW)[9]
  - "In the Middle of it Now" por Disciple (WWE; como Curt Hawkins e Zack Ryder)[12]
  - "Radio" por Watt White[13] (2011)

## Títulos e prêmios
- Deep South Wrestling
  - DSW Tag Team Championship (2 vezes)[14]
- New York Wrestling Connection
  - NYWC Tag Team Championship (2 vezes)[15][16]
- Ohio Valley Wrestling
  - OVW Southern Tag Team Championship (1 vez)[17]
- Pro Wrestling Illustrated
  - PWI colocou Hawkins na #141ª posição dos 500 melhores lutadores individuais em 2008[18]
  - PWI colocou Ryder na #140ª posição dos 500 melhores lutadores individuais em 2008[18]
- World Wrestling Entertainment
  - WWE Tag Team Championship (1 vez)[19]